# Arrondissement Saint-Denis (Seine-Saint-Denis)
Saint-Denis is een arrondissement van het Franse departement Seine-Saint-Denis in de regio Île-de-France. De onderprefectuur is Saint-Denis.

## Kantons
Het arrondissement was tot 2014 samengesteld uit de volgende kantons:
- Kanton Aubervilliers-Est
- Kanton Aubervilliers-Ouest
- Kanton La Courneuve
- Kanton Épinay-sur-Seine
- Kanton Pierrefitte-sur-Seine
- Kanton Saint-Denis-Nord-Est
- Kanton Saint-Denis-Nord-Ouest
- Kanton Saint-Denis-Sud
- Kanton Saint-Ouen
- Kanton Stains

Door de herindeling van de kantons bij decreet van 21 februari 2014 met uitwerking op 22 maart 2015 zijn dat sindsdien: 
- Kanton Aubervilliers
- Kanton La Courneuve (deel  1/3)
- Kanton Épinay-sur-Seine
- Kanton Saint-Denis-1
- Kanton Saint-Denis-2
- Kanton Saint-Ouen